# Воля-Радзішовська
Воля-Радзішовська (пол. Wola Radziszowska) — село в Польщі, у гміні Скавіна Краківського повіту Малопольського воєводства.
Населення — 2372 особи (2011).
У 1975—1998 роках село належало до Краківського воєводства.

## Географія
Селом протікає річка Цедрон.

## Демографія
Демографічна структура станом на 31 березня 2011 року:
|          | Загалом | Допрацездатний вік | Працездатний вік | Постпрацездатний вік |
| -------- | ------- | ------------------ | ---------------- | -------------------- |
| Чоловіки | 1155    | 242                | 810              | 103                  |
| Жінки    | 1217    | 242                | 746              | 229                  |
| Разом    | 2372    | 484                | 1556             | 332                  |